# Tomsrtbt
tomsrtbt (pronunciata: Tom's Root Boot) è una piccolissima  distribuzione MiniLinux. È un acronimo per Tom's floppy which has a root filesystem and is also bootable (bootfloppy) ovvero Il floppy di Tom che ha un filesystem root ed è anche avviabile.
L'autore afferma che è "la maggior parte di GNU/Linux su un unico floppy disk", contenente molte utilità a riga di comando per il ripristino del sistema, sia per linux che per altri sistemi operativi, permettendo l'esecuzione di un sistema GNU/Linux su computer sprovvisti sia di disco rigido che di lettore cd-rom. È fornita anche di driver per molti tipi di hardware e per dispositivi di rete.
Può essere creata da Microsoft Windows in modalità MS-DOS o da Linux, formattando un dischetto standard da 1,44 MB come un disco ad alta densità da 1,72 MB e scrivendo l'immagine sul disco. È capace di leggere e scrivere il filesystem di molti sistemi operativi tra cui ext2 (usato in Linux), FAT (usato dal DOS e alcune versioni di Windows), NTFS (usato in Windows NT, 2000, e XP), e Minix (usato dal sistema operativo Minix).
Molte utilità di tomsrtbt sono scritte in Lua.